# Stolnici
Stolnici là một xã thuộc hạt Argeș, România. Dân số thời điểm năm 2002 là 3833 người.